# Correnties Baixes

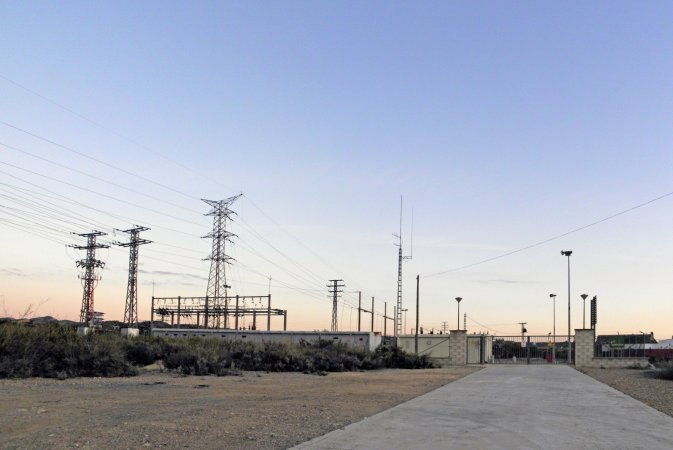
Subestació elèctrica CV-920

Correnties Baixes (en castellà i oficialment, Correntías Bajas) és una pedania del municipi valencià d'Oriola, a la comarca del Baix Segura.

## Població
- 2011: 64 habitants.
- 2014: 79 habitants.
- 2015: 84 habitants.

## Sanitat
A la fi de 2010, juntament amb Correnties d'Enmig, es va aconseguir una gran millora per a tota la seua població en obtindre el permís de sanitat per a la concessió d'una farmaciola farmacèutica a la zona.